# Diadocis remyi
Diadocis remyi är en fjärilsart som beskrevs av Pierre E.L. Viette 1954. Diadocis remyi ingår i släktet Diadocis och familjen nattflyn. Inga underarter finns listade i Catalogue of Life.